# 钝齿楼梯草
钝齿楼梯草（学名：Elatostema obtusidentatum）是荨麻科楼梯草属的植物，为中国的特有植物。分布于中国大陆的广西等地，一般生于山地林中，目前尚未由人工引种栽培。